# Magdalena Andersson
Eva Magdalena Andersson (phát âm tiếng Thụy Điển: [eːva maɡdalena andɛʂɔn]) (sinh ngày 23 tháng 1 năm 1967) là một chính trị gia người Thụy Điển, đảng viên Dân chủ Xã hội, người đã giữ cương vị lãnh đạo của Đảng Dân chủ Xã hội kể từ ngày 4 tháng 11 năm 2021.
Vào ngày 24 tháng 11 năm 2021, Riksdag (Quốc hội) Thụy Điển đã bỏ phiếu bầu chọn bà vào chức vụ thủ tướng, với 117 phiếu thuận, 174 phiếu chống, 57 phiếu trắng và một nghị sĩ vắng mặt trên tổng số 349 nghị sĩ của Riksdag. Bà là người phụ nữ đầu tiên của Thụy Điển đảm nhiệm chức vụ Thủ tướng, qua đó chấm dứt tình trạng của Thụy Điển là quốc gia Bắc Âu duy nhất chưa từng có người đứng đầu chính phủ là phụ nữ. Vài giờ sau, bà từ chức do Đảng Xanh thuộc liên minh cầm quyền rút lui vì quốc hội bác dự luật ngân sách mà chính phủ đệ trình.
Andersson được Riksdag bầu làm thủ tướng Thụy Điển vào ngày 29 tháng 11 năm 2021. Bà sẽ đảm nhận chức vụ này vào ngày 30 tháng 11, khi bà sẽ trở thành người đứng đầu chính phủ nữ được bầu đầu tiên của Thụy Điển.
Bà có bằng thạc sĩ kinh tế tại Trường Kinh tế Stockholm và từng được bổ nhiệm làm Bộ trưởng Tài chính Thụy Điển vào năm 2014. 